# 破產

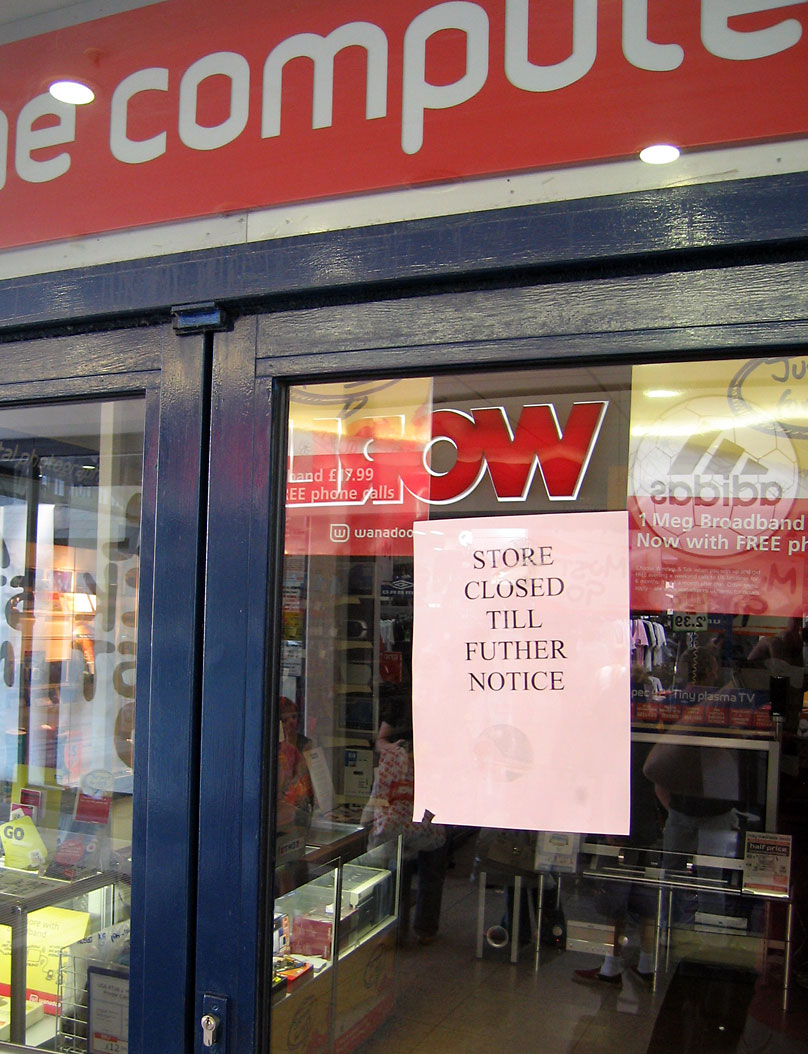
英国加连威科技集团（Granville Technology Group Ltd）旗下電腦商店因母公司破产而宣布倒闭，将倒闭公告張贴在商店门口。（纸上内容：“本店停业直至另行通知”）

破產，是一種宣告債務人无力偿付债务及其後的一系列還款予债权人過程的法律程序。
在法律用語上，破產與倒產不同，前者專指將事業結束，將債務人的全部財產變賣並分配給所有債權人的清算程序；後者則廣義地包括清算程序以及將事業繼續經營下去的重建程序。

## 名稱由來
破產的英文名稱（Bankruptcy）演變自義大利文banca rotta。banca rotta意為「崩壞的銀行」。相傳此名稱可追溯到熱那亞共和國時代的傳統。當時若有錢幣兌換店資不抵債，其櫃位就會被砸破，但亦有歷史專家認為此僅為比喻而已。
值得留意，在法文中，破產（法語：banqueroute）用作描述具詐騙性的破產案件。真正的破產案件會使用“faillite”（失敗）一詞。

## 破产方式
不同国家的破产法律有很大的差异，一般来说常见的破产方式有两种：
- 破产清算：破产主体停止一切经营活动，财产被查封拍卖用于抵偿债务。
- 重整或债务重组：破产者在债权人或破產管理人的监督下可继续经营，并在规定期限内向法院和债权人提出重整计划。重整计划中破产者可以请求减免某些无力履行的债务或契約，或者改变偿还方式，并给出继续经营和偿还债务的计划。如果债权人投票通过重整计划则破产者有可能重新恢复经营，否则可能会进入清算程序。在许多情况下，允许仍有盈利潜力的企业继续经营可能会获得比单纯拍卖其资产更多的收益，从而使破产者和债权人都获得比破产清算更好的结果。有时，这也被称作破產保護。

資產低于負債不代表破产（資不抵債或負資產），企业可能有足够的收入来支付所有到期债务。比如百事可乐分离的百胜公司早期有16亿美元的股东赤字（负的股東權益），但是因为百胜现金流转很强，对此根本没有问题。

## 破产规定

### 中華民國
中華民國24年（1935年）7月17日國民政府制定《破產法》全文共159條。
其中第1條指出：債務人不能清償債務者，依本法所規定和解或破產程序，清理其債務。債務人停止支付者，推定其為不能清償。
適用的人之效力有下述幾點（根據第3條）：
1. 無限公司或兩合公司執行業務之股東。
2. 股份有限公司之董事。
3. 其他法人之董事或與董事地位相等之人。
4. 債務人或破產人之法定代理人、經理人或清算人。
5. 遺產受破產宣告時之繼承人、遺產管理人或遺囑執行人。

### 中华人民共和国
在中国大陆，企业破产与企业关闭、企业倒闭不同。企业破产是法律概念，依据《中华人民共和国企业破产法》，有严格法律程序，必须由人民法院宣告并主持破产清算。而企业关闭、企业倒闭是依据《中华人民共和国公司法》在偿还所欠债务清盘解散。例如，1998年6月21日中国人民银行公告决定关闭海南发展银行，但由于难以处理好法人存款等历史遗留问题，海南发展银行一直处于“死而不灭”的状态，既不清盘也不破产。
依照规定，当企业法人不能清偿到期债务，并且资产不足以清偿全部债务或者明显缺乏清偿能力的或者有明显丧失清偿能力可能的，可以向法院申请重整、和解或者破产清算。当債務人不能清偿到期债务时，债权人可向法院申请对債務人重整或者破产清算。
在中国大陆大部分地区，破产仅限于企业法人，而不适用于自然人。2019年7月16日，国家发改委等13个部门联合印发《加快完善市场主体退出制度改革方案》，明确提出在中国大陆研究建立个人破产制度。2020年5月18日，中共中央、国务院发布《关于新时代加快完善社会主义市场经济体制的意见》，指出健全破产制度，改革完善企业破产法律制度，推动个人破产立法。2020年8月26日，深圳市第六届人大常委会第四十四次会议表决通过《深圳经济特区个人破产条例》，自2021年3月1日起实施，是中国大陆首部有关个人破产的地方性法规。该《条例》规定，在深圳市（深圳经济特区）居住，且参加深圳社会保险连续满三年的自然人，因生产经营、生活消费导致丧失清偿债务能力或者资产不足以清偿全部债务的，可以申请破产清算、重整或者和解。同年12月3日，浙江省高级人民法院发布《浙江法院个人债务集中清理（类个人破产）工作指引（试行）》。

### 美国
《美国法典》的破产法典（Bankruptcy Code, Title 11 of the United States Code）规定了6种类型的破产：
- 第7章：个人或企业的破产清算
- 第9章：地方政府破产
- 第11章：个人或企业的债务重组（此项较少有个人使用）
- 第12章：农民或渔民家庭的债务重组
- 第13章：个人债务重组
- 第15章：在美国执行的外国破产案件

与中国相比，美国的破产法适用范围更广，不仅法人，個人甚至地方政府都可以申请破产。

## 外部連結
- 中华人民共和国破产法 （页面存档备份，存于）
- 香港特別行政區政府 破產管理署 （页面存档备份，存于）
- U.S. federal bankruptcy courts（英文）
- National Association of Consumer Bankruptcy Attorneys (U.S.) （页面存档备份，存于）（英文）
- LII Law about... Bankruptcy （页面存档备份，存于）（英文）
- UK Bankruptcy Information Portal （页面存档备份，存于）（英文）
- Non-Profit Bankruptcy Recovery Information in the US （页面存档备份，存于）（英文）